# Epigonus
Epigonus Rafinesque, 1810 è un genere di pesci ossei della famiglia Epigonidae.

## Specie
- Epigonus affinis Parin et Abramov, 1986
- Epigonus angustifrons Abramov et Manilo, 1987
- Epigonus atherinoides (Gilbert, 1905)
- Epigonus constanciae (Giglioli, 1880)
- Epigonus crassicaudus de Buen, 1959
- Epigonus ctenolepis Mochizuki & Shirakihara, 1983
- Epigonus denticulatus Dieuzeide, 1950
- Epigonus devaneyi Gon, 1985
- Epigonus elegans Parin et Abramov, 1986
- Epigonus fragilis (Jordan & Jordan, 1922)
- Epigonus glossodontus Gon, 1985
- Epigonus heracleus Parin & t Abramov, 1986
- Epigonus lenimen (Whitley, 1935)
- Epigonus macrops (Brauer, 1906)
- Epigonus marimonticolus Parin & Abramov, 1986
- Epigonus merleni McCosker & Long, 1997
- Epigonus notacanthus Parin & Abramov, 1986
- Epigonus occidentalis Goode & Bean, 1896
- Epigonus oligolepis Mayer, 1974
- Epigonus pandionis (Goode & Bean, 1881)
- Epigonus parini Abramov, 1987
- Epigonus pectinifer Mayer, 1974
- Epigonus robustus (Barnard, 1927)
- Epigonus telescopus (Risso, 1810)
- Epigonus waltersensis Parin & Abramov, 1986